# Madeline Zima
Madelina Rose Zima, ameriška filmska in televizijska igralka, * 16. september 1985, New Haven, Connecticut, ZDA.
Najbolje je poznana kot Grace Sheffield iz ameriške humoristične serije Varuška ali kot Mia Lewis iz serije Kaliforniciranje.

## Biografija

### Zgodnje življenje
Madeline se je rodila v New Havenu, Connecticut, kot hči Marie in Dennisa Zime. Ima dve sestri, Vanesso in Yvonne, ki sta prav tako igralki. Njen dedek prihaja iz Poljske, kar se pozna tudi v njenem priimku: priimek Zima poimenuje letni čas.

### Kariera
Njena kariera se je začela pri starosti dveh let v reklamah.
Kasneje pa je dobila prvo veliko vlogo: igrala naj bi Grace Sheffield v seriji Varuška. S to vlogo si je v javnosti priborila pozornost, pozneje pa je zaslovela z deli, kot so The Hand That Rocks the Cradle in Pepelkina zgodba s Hilary Duff.
Leta 2007 in 2008 je igrala Mio Lewis v Californication. Kot Mia se pokaže tudi na Youtube.

## Nagrade in nominacije
V letih 1995 in 1997 je dobila nagrado Best Performance by a Young Actress in a Comedy TV Series za Varuška (1993).
Nominirana pa je bila za:
- 1993 - Best Young Actress Under Ten in a Motion Picture za The Hand That Rocks the Cradle (1992);
- 1994 - Best Youth Actress Leading Role in a Motion Picture Comedy and for Outstanding Youth Ensemble in a Television Series (skupaj z Benjaminom Salisburyjem in Nicholle Tom) both za Varuška (1993);
- 1995 - Best Performance by a Youth Actress as a TV Guest Star za Zakon in red:Enota za posebne  (1990), and Best Performance by a Youth Ensemble in a Television Series (skupaj z Benjaminom Salisburyjem in Nicholle Tom), Best Performance by an Actress Under Ten in a Motion Picture and Best Performance by an Actress Under Ten in a TV Series, all of them za Varuška (1993);
- 1996 - Best Performance by a Young Actress in a TV Comedy Series za The Nanny (1993);
- 1998 - Best Performance in a TV Comedy Series by a Supporting Young Actress za Varuška (1993);
- 2001 - Best Performance in a TV Movie (Drama) by a Leading Young Actress za The Sandy Bottom Orchestra (2000) (TV).

## Filmografija
- The Hand That Rocks the Cradle (1992) kot Emma Bartel
- Zakon in red: Enota za posebne primere: »Extended Family« (1993) kot Samantha Silver
- Mr. Nanny (1993) kot Kate Mason
- The Last Supper (1993) kot Holly
- Varuška (1993–1999) kot Grace Sheffield
- JAG: »Sightings« (1996) kot Cathy Gold
- Til There Was You (1997) kot Gwen, 12 let
- Touched by an Angel: »Children of the Night« (1997) kot Alexandra »Ally«
- The Rose Sisters (1998) v nepoznani vlogi
- Second Chances (1998) kot Melinda Judd
- The Secret Path (1999) kot Jo Ann Foley, 14 let
- Chicken Soup for the Soul: »Starlight, Star Bright« (1999) kot Katie
- Lethal Vows (1999) kot Danielle Farris
- The Sandy Bottom Orchestra (2000) kot Rachel Green
- The Big Leaf Tobacco Company (2001) kot dekle #1
- King of the Hill: »Kidney Boy and Hamster Girl: A Love Story« (2001) nepoznana glasovna vloga
- Soba nočne more: »School Spirit« and »Full Moon Halloween« (2001) as Alexis Hall
- Midve z mamo: »Like Mother, Like Daughter« (2001) kot Lisa
- Lucy (2003) kot Nastnica Lucy
- Sedma nebesa: »Go Ask Alice« (2003) kot Alice MillerSedma nebesa
- Pepelkina zgodba (2004) kot Brianna
- Strong Medicine: »Like Cures Like« (2004) kot Pam
- Looking for Sunday (2006) kot Trisha
- 3 lbs: »Lost for Words« (2006) kot Cassie Mack
- Šepetalka duhov: »Mean Ghost« (2007) kot Maddy Strom
- Grey's Anatomy: »Forever Young« (2007) kot Marissa
- Californication (2007—) kot Mia Lewis
- Legacy (2008) kot Zoey Martin
- Dimples (2008) kot Frances
- Streak (2008) kot Stella
- Trance (2009) kot Jessica
- The Midnight Man (2009) kot Jill
- Happy Together (2009) kot Mitzi
- My Own Love Song (2009) kot TBA